# SV Stahl Hennigsdorf 1948
SV Stahl Hennigsdorf 1948 is een Duitse sportvereniging uit Hennigsdorf, Brandenburg. De club is het meest bekend voor zijn sectie in Rugby union. De club won 27 landstitels in de voormalige DDR.

## Geschiedenis
De club werd in 1948 opgericht als BSG Stahl Hennigsdorf en was actief in onder andere rugby union, volleybal, voetbal, tafeltennis en boksen. Na de Duitse hereniging werden de BSG's ontbonden en nam de club de naam SV Stahl Hennigsdorf 1948 aan.

### Rugby
De club is de succesvolste club van de voormalige DDR. Begin jaren vijftig won de club twee titels en was van 1965 tot 1990 extreem dominant. Na de Duitse hereniging ging de club in de Rugby-Bundesliga spelen, maar degradeerde al na één seizoen. Stahl kon nog één keer terugkeren naar de elite in 2000/01. De club speelde lang in de tweede klasse tot de club zich wegens financiële problemen moest terugtrekken in 2006. Het volgende seizoen was er geen mannenploeg en in 2007/08 begon de club opnieuw in de laagste klasse, de Regionallig Ost B. Na twee seizoenen promoveerde de club naar de Regionalliga Ost.

#### Erelijst
Landskampioen DDR
1952, 1953, 1960, 1961, 1962, 1965, 1966, 1967, 1968, 1969, 1970, 1971, 1973, 1974, 1975, 1976, 1977, 1981, 1982, 1983, 1984, 1985, 1986, 1987, 1988, 1989, 1990

### Voetbal
De voetbalafdeling promoveerde in 1962 naar de II. DDR-Liga, de derde klasse. Na dit seizoen werd de DDR. Liga opgeheven en ging de club in de Bezirksliga Potsdam spelen. In 1971 promoveerde de club naar de DDR-Liga en bleef daar tot 1984. In 1976/77 werd de club kampioen en nam deel aan de eindronde om promotie naar de DDR-Oberliga maar slaagde er niet in te promoveren. In 1984 werd de club slachtoffer van de herstructurering toen de DDR-Liga van vijf naar twee reeksen ging. De club kon in 1988 terugkeren tot het einde van de DDR. Na de samenvoeging met West-Duitsland ging de club in de Oberliga Nordost spelen, de derde klasse, en degradeerde na één seizoen. De club zakte weg naar de lagere reeksen en in 1998 fuseerde de voetbalafdeling van SV Stahl met SV Motor Hennigsdorf tot FC 98 Hennigsdorf.